# Себастьян Льоб
Себастья́н Льоб (фр. Sebastian Loeb, 26 лютого 1974, Агено, Ельзас, Франція) — французький автогонщик, дев'яти разовий чемпіон світу в класі машин WRC. У 2016 році дебютував у складі команди Peugeot в Ралі Дакар, вигравши дебютний етап.
Переможець чемпіонату світу з ралі 2004 —2012  років.
Першим сезоном в ралі Себастьяна Лоеба став сезон 1998 року, який він провів за кермом Сітроен Саксо (Saxo). Його талант був очевидним, про що засвідчує загальне 6 місце. Вже в наступному 1999 році, в цій же категорії, на цій же машині він став тріумфатором. Також він взяв участь у 3 етапах WRC.
В сезоні 2000 року він пересів на 2-літрові боліди. За кермом Тойоти Короли він взяв участь у двох етапах чемпіонату світу з ралі — Ралі Корсики (9 місце) і Санремо Ралі (10 місце).
В сезоні 2001 року Себ став офіційним пілотом Сітроена. Француз мав подвійне завдання на сезон: він управляв Сітроеном Ксарою (Xsara) у французькій ралійній першості і Саксо Супер 1600 у WRC. І він показав чудові результати: виграв французьку першість і чемпіонат світу в класі 1600. За кермом Сітроен Ксара ВРЦ був другим на Ралі Сан-Ремо (WRC).
Сезон 2002 став першим повним за кермом Сітроен Ксара ВРЦ. В першому ж ралі в Монте-Карло він був другим. А першу перемогу в чемпіонаті світу з ралі він отримав на Ралі Німеччини. В підсумку він посів 10 місце в сезоні.
Себастіан Лоеб майже став чемпіоном світу в 2003 році. Боротьба за титул закінчилася тільки в останньому ралі сезону. Француз був першим на Ралі Монте-Карло, Німеччини і Сан-Ремо, другим в Австралії, Іспанії і Великій Британії, а також третім на Кіпрі.
У 2004 році Себастьян вперше тріумфував в чемпіонаті світу. На 6 етапах француз був першим (Монте-Карло, Швеція (перший нескандинав переможець), Кіпр, Туреччина, Німеччина, Австралія), на 6 — другим і на 2 — четвертим.
Другий чемпіонський титул він здобув в наступному сезоні ще переконливіше — 10 перемог (Монте-Карло, Нова Зеландія, Сардинія, Німеччина, Turquia, Акрополіс, Аргентина, Каталонія, Корсика), двічі був другим, по одному разу — третім і четвертим.
Черговий рекорд Льоб встановив в сезоні 2006 року — у всіх етапах чемпіонату світу, в яких він брав участь він не займав місце нижче другого. Початок сезону був не дуже вдалий — в Монте-Карло і Швеції він був другим, програвши своєму основному конкуренту Маркусу Гронхольму. Проте серія з п'яти поспіль перемог (Мексика, Каталонія, Корсика, Аргентина та Італія) вивели його в лідери чемпіонату. Далі були друге місце в Греції, перемога в Німеччині, знову друге в Фінляндії і перемоги в Японії і на Кіпрі. Ралі Кіпру виявилося останнім для француза в сезоні 2006. Через перелом руки, який він заробив катаючись на гірському велосипеді біля свого маєтку в Альпах, йому довелося пропустити чотири останніх етапи чемпіонату світу. Проте завдяки солідному очковому запасі і помилці Гронхольма в Австралії Себастьян став триразовим чемпіоном світу.
У 2010 році в Льоба не було прямих конкурентів, проте був завжди вірний йому штурман Даніель Елена. Перший етап — це ралі Швеції. Льоб програв Хірвонену 42.3 секунди та показав другий результат. Наступні етапи Мексики, Йорданії та Туреччини Льоб закінчив на першому місці. На ралі Нової Зеландії Льоб фінішував третім програвши Ожє та Латвалі. В Португалії Льоб другий, на першому місці Ожє. На ралі Болгарії Льоб з перевагою в 29.5 секунд над Сордо посів перше місце. На ралі Фінляндії Льоб фінішував третім. У Німеччині Льоб з відривом 51.3 секунди приїхав першим. На ралі Японії Льоб приїхав аж п'ятим, пояснивши це складністю місцевих трас. У Франції ралі проходило в регіоні під назвою Ельзас, де виріс і сам Льоб. З перевагою в 35.7 секунд він приїхав першим. Саме цією перемогою Льоб достроково оформив собі чемпіонський титул 2010 року. В сезоні 2010 року Льоб покладався на стабільність і тільки один раз фінішував не на подіумі.
Рішення Льоба про участь в ралі 2012 навіть не обговорювалася. «Старий» Льоб мав піти на пенсію. Але він взяв участь в 2012 сезоні. Паралельно з цим має наміри відкрити команду, під своїм ім'ям для участі в 24-ох годинах Леману.
На сьогодні Льоб є найуспішнішим пілотом ралі.